# Bataille de Treize-Septiers
Guerre de Vendée
Batailles
La bataille de Treize-Septiers se déroule lors de la guerre de Vendée. Les forces républicaines sorties de Nantes reprennent leur offensive et battent les Vendéens à Treize-Septiers.

## Prélude
L'Armée de Mayence, battue à la bataille de Torfou, s'est repliée sur Nantes le 22 septembre, toutefois le 24, le général Jean-Baptiste de Canclaux élabore rapidement un nouveau plan, approuvé par les représentants, qu'il envoie au général Rossignol, général en chef de l'armée des côtes de La Rochelle. Cette fois-ci, le plan ne prévoit plus un encerclement des forces vendéennes mais une offensive menée par deux armées principales, convergeant vers le centre de la zone insurgée, la première étant l'armée de Mayence, la seconde devant être formée à Bressuire avec les troupes des généraux Chalbos, Santerre et Rey,,.

## La bataille
Dès le 25 septembre, l'Armée de Mayence sort de Nantes et entre de nouveau en campagne. Elle s'empare rapidement et sans rencontrer de réelle opposition de Montaigu, puis de Clisson le 1er octobre, où Canclaux établit son quartier-général. Kléber poursuit sur Saint-Fulgent.
Enfin le 6 octobre à Treize-Septiers, l'avant-garde de l'Armée de Mayence, toujours commandée par Kléber, rencontre l'armée catholique et royale de d'Elbée et Bonchamps accourue à la nouvelle de cette incursion. L'avant-garde républicaine commandée par le capitaine Targe repousse dans un premier temps les avant-postes vendéens, mais le gros des forces vendéennes est bientôt signalé sur une position surélevée aux arrières. Kléber déploie ses troupes, lui-même dirige le centre, Targe commande le flanc gauche et le chef de bataillon Blosse le flanc droit. Les Vendéens quittent les hauteurs en se retranchant dans les bois et les haies.
Après deux heures de combats, parfois à la baïonnette, les généraux Canclaux et Beaupuy arrivent en renfort. Les ailes vendéennes sont débordées et la cavalerie les prend à revers, les Vendéens doivent abandonner le champ de bataille,.

## Pertes
D'après Kléber, les Vendéens ont laissé plus de 200 cadavres sur le champ de bataille et le nombre de leurs blessés est estimé à 900, tandis que les pertes républicaines sont d'environ 30 morts et 200 blessés.
Dans ses mémoires, Marie de Scépeaux, marquise de Bonchamps, écrit que son mari perd 400 de ses hommes et deux canons lors de ce combat.

## Réorganisations des armées républicaines
Mais entre-temps, la nouvelle de la défaite de Torfou est arrivée à Paris où elle a provoqué un énorme retentissement. À l'initiative de Bertrand Barère de Vieuzac, plusieurs mesures sont ordonnées le 1er octobre avec la mise en place de la loi d'anéantissement de la Vendée, qui ordonne l'incendie du pays insurgé. La Convention nationale décide également de réunir l'armée de Nantes, commandée par Canclaux, à celle d'Angers, dirigée par Rossignol, pour former l'armée de l'ouest afin de mettre fin aux querelles fréquentes entre l'état-major de ces deux armées. De plus, une épuration des officiers nobles est décidée. Accusés par Charles-Philippe Ronsin, Canclaux et Aubert du Bayet sont destitués, de même que Rey et Grouchy, Gauvilliers, Mieszkowski, Beffroy et Nouvion.
Cependant les responsabilités de Ronsin sont également dénoncées par le représentant Philippeaux. Plusieurs officiers hébertistes sont écartés mais bénéficient de larges compensations. Ronsin est nommé « général en chef de l’armée révolutionnaire », Rossignol en conflit permanent avec les représentants en mission, est muté à l'Armée des côtes de Brest, Louis Marie Turreau est nommé commandant de l’Armée des Pyrénées orientales et Santerre reçoit un commandement à Orléans. Cependant un autre général sans-culotte est nommé à la tête de l'armée de l'Ouest, Jean Léchelle, qualifié par Kléber comme étant « le plus lâche des soldats, le plus mauvais des officiers et le plus ignorant des chefs qu'on eût jamais vu.».
Canclaux apprend sa destitution le jour même de sa victoire à Treize-Septiers, il repart pour Nantes et remet son commandement à Louis Antoine Vimeux ; cependant ce dernier décline l'offre et les représentants Antoine Merlin de Thionville et Louis Turreau désignent Kléber pour assurer l'intérim,. Le 8 octobre, le général Jean Léchelle arriva à Montaigu accompagné du représentant Jean-Baptiste Carrier et du général Jean Dembarrère. Cependant, devant l'incapacité notoire de Léchelle, Merlin de Thionville et Turreau s'entendent pour confier officieusement la direction des opérations à Kléber.
Le 13 octobre, les Républicains incendient Clisson, ainsi que Tiffauges le 14.